# Ponticola cyrius
Ponticola cyrius és una espècie de peix de la família dels gòbids i de l'ordre dels cipriniformes que es troba a Àsia: riu Kura.